# 조선봉화총회사
조선봉화총회사는 조선민주주의인민공화국 평양시에 본사를 둔 제조회사이다. 정장, 속옷, 신발, 나일론 배낭 및 가방, 겨울 코트, 스키웨어, 스포츠웨어, 골프 백, 하키 백 등의 생산을 맡고 있다.